# Northern Pacific Railway

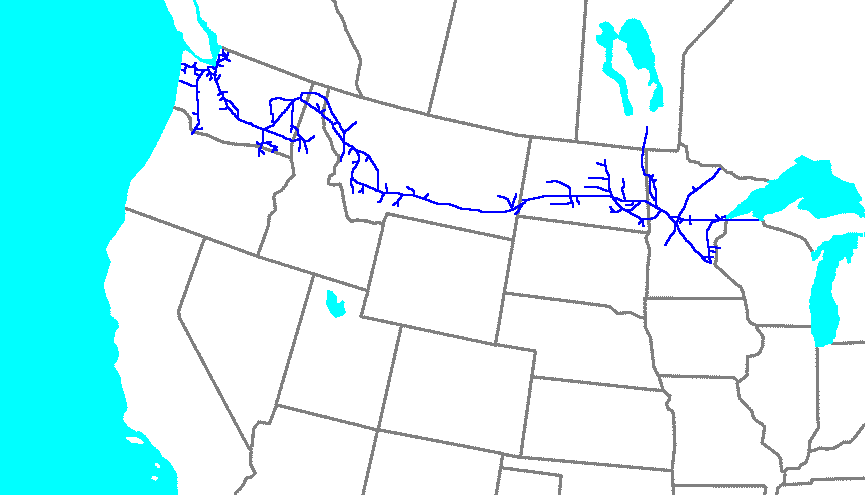
A Northern Pacific Railway egykori vasúthálózata

A Northern Pacific Railway (NP) transzkontinentális vasúttársaság volt, amely az Amerikai Egyesült Államok nyugati részének északi részén, Minnesotától a Csendes-óceán északnyugati részéig közlekedett. A kongresszus 1864-ben hagyta jóvá, és közel 40 millió hektár (62 000 négyzetmérföld; 160 000 km²) földtámogatást kapott, amelyet arra használt fel, hogy Európában pénzt gyűjtsön az építkezéshez.
Az építkezés 1870-ben kezdődött, és a fővonalat a Nagy-tavaktól a Csendes-óceánig végig megnyitották, amikor Ulysses S. Grant korábbi elnök 1883. szeptember 8-án beverte az utolsó "aranyszeget" Montana nyugati részén. A vasút mintegy 6800 mérföld (10 900 km) hosszúságú pályával rendelkezett, és nagy területet szolgált ki, beleértve Idaho, Minnesota, Montana, Észak-Dakota, Oregon, Washington és Wisconsin államokban is kiterjedt pályaszakaszokat. Ezenkívül az NP-nek volt egy nemzetközi ága a kanadai Winnipegbe, Manitoba városába. A fő tevékenységek a búza és más mezőgazdasági termékek, szarvasmarha, fa és ásványi anyagok szállítása, fogyasztási cikkek behozatala, személyszállítás, valamint földterület értékesítése voltak.
A Northern Pacific központja Minnesotában volt, először Brainerdben, majd Saint Paulban. Viharos pénzügyi története volt; az NP 1970-ben más társaságokkal egyesült, hogy megalakítsa a Burlington Northern Railroad-ot, amely viszont 1996-ban egyesült a Santa Fe Railway-vel, és így létrejött a BNSF Railway.

## Története

### Szervezet

Az NPR Land Grant térképe, 1890 körül

A Kongresszus 1864. július 2-án alapította az Northern Pacific Railwayt azzal a céllal, hogy összekösse a Nagy-tavakat a csendes-óceáni Puget Sounddal, hatalmas új területeket nyisson meg a földművelés, a farmgazdálkodás, a fakitermelés és a bányászat számára, valamint összekösse Washingtont és Oregont az ország többi részével.
A kongresszus 60 millió hektár (94 000 négyzetmérföld; 240 000 km²) potenciális földterületet biztosított a vasútnak, cserébe a vasúti közlekedés kiépítéséért egy még kiépítetlen területre. Első elnökévé Josiah Perhamet választották 1864. december 7-én. 1864-ben nem tudta az összes földet felhasználni, és végül alig kevesebb mint 40 millió holdat foglalt el.

### Jay Cooke átveszi az irányítást
A következő hat évben az útvonal támogatói küzdöttek a finanszírozásért. Bár 1865. január 5-én John Gregory Smith követte Perhamet az elnöki székben, az alapkőletételre csak 1870. február 15-én került sor a minnesotai Carltonban, a minnesotai Duluthtól 25 mérföldre (40 km-re) nyugatra. A híres pénzember, Jay Cooke támogatása 1870 nyarán hozta meg az első igazi lendületet a vállalatnak.
Az 1871-es év folyamán a Northern Pacific Minnesotától nyugatra, a mai Észak-Dakotába nyomult. A földmérőknek és az építőbrigádoknak mocsarakon, lápokon és tamarack erdőkön kellett átmanőverezniük. A nehéz terep és az elégtelen finanszírozás hat hónappal késleltette az építési szakaszt Minnesotában. Az NP szintén megkezdte a vonalának építését északra, a washingtoni Kalamától (Washington Territory), a Columbia folyón, az oregoni Portland mellett, Puget Sound felé. Négy kis építőmotort vásároltak, a Minnetonka, az Itaska, az Ottertail és a St Cloud nevűeket, amelyek közül az elsőt a Horn-fokot megkerülő hajóval szállították Kalamába. Minnesotában a Lake Superior and Mississippi Railroad 1870-ben fejezte be a Saint Paultól a Duluthnál lévő Lake Superiorig tartó 155 mérföldes (249 km) vonalának építését. Ezt a vasútvonalat 1876-ban először csak bérbe adták a Northern Pacificnek, amely végül bekebelezte azt. A North Coast Limited volt a Northern Pacific zászlósvonata, maga a Northern Pacific pedig a Lewis és Clark által először kitaposott ösvény mentén épült.
A Northern Pacific 1872 júniusának elején érte el a Dakota Terület (ma Észak-Dakota) Fargót. A következő évben, 1873 júniusában az N.P. elérte a Missouri folyó partját, Edwinton (ma Bismarck) D.T.-nél. Nyugaton a pálya Kalamától 25 mérföldre (40 km) északra húzódott. Észak-Dakotában Winfield Scott Hancock tábornok vezetésével 600 katonával védve végeztek felméréseket. A minnesotai Brainerdben, a John Gregory Smith elnök feleségéről, Anna Elizabeth Brainerdről elnevezett városban főhadiszállást és üzleteket létesítettek. Az 1873 utáni súlyos tőzsdei összeomlás és pénzügyi összeomlás, amelyet a Credit Mobilier-botrány és a Union Pacific Railroad csalása vezetett, tizenkét évre leállította a további vasútépítést.
1886-ban a társaság 164 mérföld (264 km) fővonalat épített Észak-Dakotán keresztül, további 45 mérföldet (72 km) Washingtonban. November 1-jén George Washington Cass tábornok lett a társaság harmadik elnöke. Cass korábban a Pennsylvania Railroad alelnöke és igazgatója volt, és a Northern Pacific-et a legnehezebb időszakokon keresztül vezette.
A sziúk, cheyenne, arapaho és kiowa harcosok által Észak-Dakotában és Minnesotában a felmérő csapatok és az építőbrigádok ellen elkövetett támadások olyannyira elharapództak, hogy a vállalat az amerikai hadsereg egységei által kapott védelmet.

### A huszadik században
A Northern Pacific a századforduló után folyamatosan fejlődött. A Great Northernnel együtt a Northern Pacific megszerezte a Chicago, Burlington and Quincy Railway feletti ellenőrzést is, így fontos hozzáférést szerzett Chicagóhoz, a középső Középnyugathoz és Texashoz, valamint a Spokane, Portland and Seattle Railroadhoz, amely fontos útvonal volt Kelet- és Dél-Washingtonon keresztül. Fizikai berendezéseit folyamatosan fejlesztették, a kulcsfontosságú területeken két vágányt építettek és a teljes fővonal mentén automatikus blokkjelzőket telepítettek. Ez viszont az idő előrehaladtával átadta a helyét a központosított forgalomirányításnak, a mikrohullámú kommunikációnak és a rádiós kommunikációnak.
A Northern Pacific folyamatosan karbantartotta és fejlesztette berendezéseit és szolgáltatásait. A társaság hozzájárult a 4-8-4 Northern és a 2-8-8-4 Yellowstone sorozatú gőzmozdonyok kifejlesztéséhez. Az ország első vasútjai között volt, amelyek dízelüzeművé váltak - a General Motors FT-jeivel kezdték 1944-ben -, bár az utolsók között volt, akik befejezték a dízelüzeművé válást, mivel a wyomingi olcsó (bár alacsony minőségű) szénkészletek miatt csak 1960-ban tették ezt meg.
A Northern Pacific elsőszámú személyvonata, a North Coast Limited az ország legbiztonságosabb és legszebb vonatai közé tartozott, közel hetven évnyi működés alatt mindössze egy halálos áldozatot követelt az utasok körében.
1900-ra a megmaradt földbirtokok többsége Montanától nyugatra, a "nyugati körzetben" helyezkedett el. A vasút továbbra is remélte, hogy eladhatja ezeket a földeket, egyrészt a működési források biztosítása, másrészt a régió benépesítése érdekében, hogy új piacokat biztosítson a vasút fenntartásához. Szinte az összes jó mezőgazdasági területet eladták, így nagy kiterjedésű legelők vagy fás területek maradtak. A legelőterület rossz minőségű volt, és nehezen volt eladható. Az erdők azonban jó minőségűek voltak; ezek nagy részét Frederick Weyerhaeusernek adták el.

### A Hill Lines egyesítése
A későbbi években Louis W. Menk lett a Northern Pacific elnöke, majd 1970. március 2-án egyesítette a Chicago, Burlington and Quincy Railroaddal, a Great Northern Railwayvel és a Spokane, Portland and Seattle Railwayvel a Burlington Northern Railroad név alatt. Az egyesülést a Legfelsőbb Bíróságon benyújtott megtámadás ellenére engedélyezték, lényegében megfordítva az 1904-es Northern Securities-ítélet eredményét. A korábbi Northern Pacific fővonal egy 900 mérföldes (1400 km) szakaszát Montanában leválasztották a Montana Rail Link nevű vasúttársaságba. A BNSF azonban 2022. január 10-én felmondta a korábbi Northern Pacific pályaút bérleti jogát az MRL-nek, amely így ismét a BNSF közvetlen irányítása alá kerül.

## Elnökök
A Northern Pacific Railway elnökei:
- Josiah Perham, 1864–1866.
- John Gregory Smith, 1866–1872.

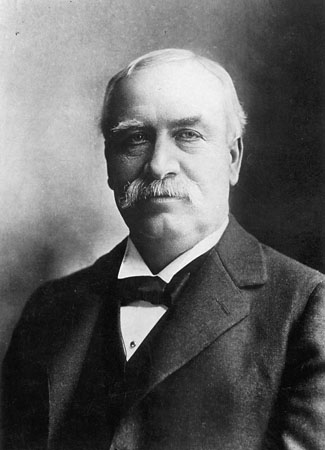
Henry Villard, a Northern Pacific 6. elnöke

- George Washington Cass, 1872–1875.
- Charles Barstow Wright, 1875–1879.
- Frederick Billings, 1879–1881.
- Henry Villard, 1881–1884.
- Robert Harris, 1884–1888.
- Thomas Fletcher Oakes, 1888–1893.
- Brayton Ives, 1893–1896.
- Edward Dean Adams, 1896.
- Edwin Winter, 1896.
- Charles Sanger Mellen, 1897–1903.
- Howard Elliott, 1903–1913.
- Jule Murat Hannaford, 1913–1920.
- Charles Donnelly, 1920–1939.
- Charles Eugene Denney, 1939–1950.
- Robert Stetson Macfarlane, 1951–1966.
- Louis W. Menk, 1966–1970.

### Elsődleges és hivatalos források
- Campbell, Marius Robinson. Guidebook of the Western United States, Part A: The Northern Pacific Route, with a side trip to Yellowstone Park. Washington (D.C.): Government Printing Office, 1915.
- Cleland, Alexander M.. Land of Geysers, Yellowstone National Park. General Passenger Department, Northern Pacific Railway (1913)

- Northern Pacific Railway Company.. The Official Northern Pacific Railway guide. W.C. Riley (1899)
- Northern Pacific Railway Company.. Lewiston-Clarkston and the Clearwater Country, Idaho—Washington. General Passenger Department, Northern Pacific Railway (1911)